# Ilse Bezaan
Ilse Agaath Bloemen-Bezaan (Amsterdam, 1 januari 1968) is een Nederlands politica namens de PVV.
Bezaan deed na het VWO (1981-1988) eerst de Hotel Management School Maastricht (1988-1991) en ging daarna in Maastricht rechten studeren maar ging een jaar later naar de Universiteit van Amsterdam. Ze was vervolgens werkzaam als bedrijfsjurist. Tussen 2009 en 2016 had ze een yoga- en spiritueel centrum. In 2015 werd ze voor de PVV verkozen in de Provinciale Staten van Noord-Holland. In 2019 werd Bezaan met voorkeurstemmen verkozen tot lid van de Eerste Kamer. Dit herhaalde ze in 2023 en Bezaan kreeg zelfs meer stemmen (4253) dan lijsttrekker Marjolein Faber (3590). Deze zetel ging ten koste van zittend senator Ton van Kesteren.

## Persoonlijk
Bezaan is gehuwd, heeft een zoon en een dochter.
Ilse Bezaan · Alexander van Hattem · Ton van Kesteren · Gom van Strien
- Parlement.com: vkaqb57i9my8